# Juína
Juína é um município brasileiro localizado na microrregião do Aripuanã, na divisa entre os estados do Mato Grosso e de Rondônia.

## Origem do nome
Nome de origem indígena, da etnia pareci, de grafia "zui-uína", que significa "rio do gavião". Também há a possibilidade de originar da etnia cinta-larga "ju-hi-iña". A denominação Juína é referência geográfica ao Rio Juína-Mirim.

## História
Os primeiros habitantes da região foram os povos cinta-larga, rikbatsa e ena-wenê-nawê. Duas grandes áreas indígenas habitadas por 1.008 indígenas estão localizadas no município. Além disso, a Estação Ecológica Iquê-Juruena.
O início da colonização da chamada “Terra Esquecida” aconteceu por causa da construção da rodovia AR-1, que liga Vilhena/RO a Aripuanã/MT, na década de 1970. A Companhia de Desenvolvimento de Mato Grosso (CODEMAT) coordenou o Projeto Juína em conjunto com a Superintendência de Desenvolvimento do Centro-Oeste (SUDECO).
O engenheiro Gabriel Müller foi um dos idealizadores do projeto Juína. Por influência do senador Filinto Müller, uma lei do Congresso Nacional deu poderes ao Mato Grosso para licitar os dois milhões de hectares onde viria a ser fundado o município de Juína. A maior parte deles foi vendida para ruralistas da região sul do Brasil.
117.000 hectares às margens do rio Juruena e 65.000 hectares às margens do rio Aripuanã foram reservados para a prefeitura de Aripuanã/MT, para fins agrícolas. Em 1978, inúmeras famílias do centro-sul do país migraram para Juína.
Em 23 de janeiro de 1976, os diretores da Sudeco e Codemat se reuníram no hotel Fontanilhas (construído a pedido do governador José Fragelli), no distrito de mesmo nome, às margens do rio Juruena. Nesse dia, o Projeto Juína foi formalizado: uma cidade no meio da selva amazônica seria construída, em uma área de 411.000 hectares de terras de maior fertilidade, na região do Alto Aripuanã e Juína-Mirim. O projeto foi aprovado pelo INCRA em 19 de setembro de 1978 e realizado entre os quilômetros 180 ao 280 da rodovia AR-1.
O engenheiro Hilton Campos foi um dos responsáveis pela criação e colonização da “Rainha da Floresta”, como a cidade é conhecida. O projeto original da cidade a dividia em módulos de 35 hectares, com lotes lotes de 12m x 40m (posteriormente, passaram para 15m x 40m).
Em 1976, a Sociedade de Pesquisas Minerais (SOPEMI) e o Projeto RADAMBRASIL descobriu jazidas de diamante na região. A partir de então, o garimpo de diamantes foi uma das atividades econômicas locais.
Em 10 de junho de 1979, Juína foi convertida em distrito de Aripuanã, sendo que foi nomeado para o cargo de SubPrefeito o Sr HOLMES IORIS.
E, em 9 de maio de 1982, foi elevada a município. O primeiro prefeito foi Orlando Pereira.
Em novembro de 1988 são eleitos Liceu Alberto Veronese e Emílio Domingos Ioris, Prefeito e Vice-Prefeito, respectivamente, para o período 1989/1992.
Em 1980, foi fundada a Cooperativa Agropecuária Mista de Juína (Cooperjuína). Administrada pela Diretoria composta por ADELCHI FRANCISCO POLETTO e LÍDIO IORIS, contava com 2.335 associados em 1988. No mesmo ano, foi criada a Delegacia Regional de Educação de Juína.

## Geografia
A sede do município situa-se nas coordenadas aproximadas de latitude 11º22'42" sul e a uma longitude 58º44'28" oeste, estando a uma altitude de 442 metros.
O município de Juína localiza-se a noroeste do estado a 720 quilômetros da capital, Cuiabá. Foi criado a partir de um projeto implementado pela Companhia de Desenvolvimento de Mato Grosso, CODEMAT, no ano de 1976, com objetivo de expansão das fronteiras agrícolas e ocupação de áreas até então pertencentes a povos indígenas naturais da região.
Sua localização é privilegiada considerando que é polo regional dos municípios de Brasnorte, Castanheira, Juruena, Cotriguaçu, Colniza, Aripuanã e Rondolândia.
O município está localizado parte bioma cerrado e parte em bioma amazônico, possui uma extensão territorial é de 26 190 km² dos quais 60% pertencem a reservas indígenas, e a área remanescente foi repartida em lotes, vendidos à população vinda das diferentes partes do País, principalmente dos estados do Sul do Brasil. Os lotes foram distribuídos de acordo com a fertilidade das terras, sendo que os lotes mais próximos ao núcleo foram distribuídos aos pequenos agricultores e os lotes maiores e terras menos produtivas para desenvolvimento da pecuária industrial.
O clima da região é tropical, com uma estação de chuvas e outra de seca. A população de Juína era de 41.101 habitantes em 2020.

## Últimos prefeitos eleitos
| Ano  | Prefeito              | Partido | Votos  | %     | Ref    |
| ---- | --------------------- | ------- | ------ | ----- | ------ |
| 2004 | Hilton Campos         | PP      | 10.598 | 53,31 | [ 9 ]  |
| 2008 | Altir Antônio Peruzzo | PT      | 8.988  | 41,89 | [ 10 ] |
| 2012 | Hermes Bergamim       | PMDB    | 11.565 | 53,76 | [ 11 ] |
| 2016 | Altir Peruzzo         | PT      | 12.187 | 55,42 | [ 12 ] |
| 2020 | Paulo Veronese        | PODE    | 12.057 | 57,66 | [ 13 ] |
| 2024 | Paulo Veronese        | UNIÃO   | 19.647 | 86,70 | [ 14 ] |